# Rita Crockett
Rita Louise Buck-Crockett Royster (ur. 2 listopada 1957 w San Antonio) – amerykańska siatkarka, medalistka igrzysk olimpijskich.

## Kariera reprezentacyjna
Crockett była w składach reprezentacji Stanów Zjednoczonych, która zdobyła brąz na mistrzostwach świata 1982 w Peru oraz srebro na Igrzyskach Panamerykańskich 1983 w Caracas. Wystąpiła na igrzyskach olimpijskich 1984 w Los Angeles. Zagrała wówczas we wszystkich trzech meczach fazy grupowej, wygranym półfinale z Peru i przegranym finale z Chinkami.
W latach 1989–1994 grała w siatkówkę plażową w zawodach organizowanych przez organizację AVP.

## Kariera klubowa
Od 1982 Crockett była zawodniczką japońskiego klubu Hisamitsu Springs. W 1986 przeniosła się do amerykańskiego Long Beach State 49ers, a w następnym sezonie do Los Angeles Starlites. W latach 1988–1991 grała we włoskim zespole PVF Matera, z którym dwukrotnie kończyła rozgrywki Serie A1 na trzecim miejscu, a także tryumfowała w Pucharze Challenge w sezonie 1990/1991. Przez następne grała w rzymskim Colli Aniene. W 1993 była już zawodniczką szwajcarskiego RTV 1879 Basel, z którym dwukrotnie wygrywała Nationalligę oraz trzykrotnie Puchar Szwajcarii. Równolegle była także trenerką zespołu z Bazylei, a w 1995 również kobiecej reprezentacji Szwajcarii. Była uznawana czterokrotnie za najlepszą zawodniczkę ligi szwajcarskiej.

## Po zakończeniu kariery
Po zakończeniu kariery zawodniczej w 1998 Crockett pracowała jako trenerka zespołów uczelnianych w Stanach Zjednoczonych. Do 2004 pełniła tę funkcję przy Uniwersytecie Iowa, a następnie w Uniwersytecie Stanu Floryda do 2005. W 2005 założyła własną akademię sportową Rita Crockett Academy. Jest również dyrektorem i trenerem głównym w North Florida Volleyball Academy. W sierpniu 2002 ukończyła studia licencjackie z zakresu komunikacji na Uniwersytecie Iowa.
W 2011 znalazła się w Volleyball Hall of Fame.